# جان دگنکولب
جان دگنکولب (اسپانیایی: John Degenkolb‎؛ زادهٔ ۷ ژانویهٔ ۱۹۸۹) یک دوچرخه‌سوار اهل آلمان است.